# آثار الراكة
آثار الراكة هي مجموعة من آثار المباني والأسوار وقناع وجه ذهبي وسلاسل ذهبية وبعض القطع الفخارية يعتقد أنها تعود إلى 4000 عام قبل الميلاد، وتقع هذه الآثار في حي الراكة الشمالي في مدينة الدمام في السعودية. أشار الباحث عبد الخالق الجنبي إلى اكتشاف بعض الآثار في نفس المنطقة والتي يعود بعضها إلى العصر الهلنستي والبعض الآخر إلى فترة الساسانيين.

## موقع الراكة
تقع الراكة شمال مدينة الخبر، وقد تكلم عنها لوريمر في كتابه دليل الخليج بأنها: «بئر تقع على الساحل بمسافة ميل واحد شمال غربي قلعة الحصين»

## وصف المدينة والتنقيب
المدينة كانت تحت العمق ونقب عنها واكتشف 20 منزلاً وعدة آبار بها. الطبقة السفلى من المنازل كانت مغطاة بالرمل بسمك 10 سنتيمترات وفوقها طبقة قاسية من الرماد، وبعض البيوت المكتشفة متلاصقة وبعضها الآخر منفصل. وقد كان المنزل مكوناً من أربع غرف وإحدى هذه الغرف كان خاصاً بصنع دبس التمر مما يدل على أن المنطقة كانت مليئة بالنخيل، وبقية الغرف كانت تستخدم للمعيشة. كشف أيضاً في المنطقة عن جرار فخارية وقطع خزفية وزجاج وأحجار صابونية وقطع معدنية من القرنيين الهجريين الأول والثاني (صدر الإسلام والعهد الأموي وبداية العهد العباسي). ولا تزيد مساحة المنازل عن 12*16 مترا.
يشتمل المنزل على فناء خارجي يحتوي على عدد من الأفران والتي تعمل بنظام التنور. يقع بالقرب من كل مجموعة من المنازل بئر دائرية الشكل ذات حجارة متوسطة الحجم، وقطر البئر متران من الداخل. يتصل بالبئر حوض بيضاوي الشكل لتجميع المياه مزود بقناتين لتصريف المياه الأولى تصب في جهة الشمال والثانية في جهة الجنوب الشرقي.